# Disfida di Barletta del 13 settembre 1503
La disfida di Barletta fu uno scontro combattutosi il 13 settembre 1503, durante la guerra d'Italia del 1499-1504, nella città di Trani fra 13 cavalieri francesi e 13 cavalieri spagnoli. Dopo diverse ore di combattimento, in cui fu ucciso uno dei francesi e rimasero feriti diversi duellanti, la sfida si concluse con la schiacciante sconfitta dei francesi.
Non va confusa con la disfida di Barletta del 13 febbraio 1503, in cui 13 cavalieri francesi si scontrarono con altrettanti italiani, con la vittoria di questi ultimi.

## Contesto
L'11 novembre 1500, Luigi XII di Francia e Ferdinando II di Aragona firmarono il Trattato di Granada, col quale si accordarono sulla spartizione in parti uguali del Regno di Napoli, all'epoca governato da Federico I di Napoli. L'anno successivo, le truppe francesi e quelle spagnole penetrarono in territorio napoletano rispettivamente da nord e da sud. Federico I fu presto costretto alla resa e il suo regno fu diviso fra Francia ed Aragona.
Immediatamente, nacquero i primi disaccordi fra le forze occupanti sulla interpretazione del trattato, che lasciava indefinita l'effettiva attribuzione della terra di mezzo fra i possedimenti dei due regni. Nell'estate del 1502, si aprirono le ostilità fra i due eserciti, comandati rispettivamente da Louis d'Armagnac e da Consalvo di Cordova. Gli spagnoli, in inferiorità numerica rispetto ai francesi, acquisirono il supporto dei Colonna (precedentemente al servizio di Federico I). La tensione progressiva si suggellò in alcune battaglie che videro tra gli altri protagonista Ettore Fieramosca. Nel frattempo aumentavano gli scontri tra gli eserciti francese e spagnolo, con continui sconfinamenti in aperta contraddizione col trattato.
Gli scontri fra le parti avverse s'intensificarono nelle nuove zone di guerra generate dal trattato di Granada. Barletta era al centro di molti di questi scontri.

## La disfida
Lo scontro ebbe luogo a seguito di critiche da parte dei soldati francesi sulle prestazioni militari dei soldati spagnoli. Tali critiche portarono gli spagnoli a sfidare i francesi a duello, che per motivi d'onore accolsero la sfida. I due eserciti accettarono una tregua e convennero che il duello si sarebbe combattuto tra Corato e Trani, a metà strada tra il campo spagnolo a Barletta e quello francese a Bisceglie, Trani era sotto il controllo della repubblica di Venezia, che rimase neutrale durante la guerra. I giudici della sfida vennero identificati dalle autorità veneziane della città.
Il 13 settembre 1503 alle 13:00, 11 cavalieri francesi affrontarono altrettanti cavalieri spagnoli. Durante lo scontro uno dei francesi venne ucciso, un altro si arrese, e quasi tutti i cavalli morirono. Tra gli spagnoli, si arrese Gonzalo de Aller e molti altri rimasero feriti. I giudici di campo, dopo quasi sei ore di combattimento, dichiararono chiusa la contesa alla pari.

### I Partecipanti
Giudice (di Campo) degli italiani: messer Francesco Zurolo (n. 1447; m. 1505)
| Cavalieri francesi       | Cavalieri spagnoli      |
| Pierre Terrail de Bayard | Diego de Vera           |
| François d´Ursé          | Diego García de Paredes |
| Pierre de Pocquière      | Jorge Díaz              |
| Hector de la Rivière     | Oñate                   |
| Pierre de Guiffrey       | Moreno                  |
| Noël du Faby             | Andrés de Olivera       |
| Louis de Saint-Bonnet    | Segura                  |
| René de La Chesnaye      | Gonzalo de Arévalo      |
| Antoine de Clermont      | Gonzalo de Aller        |
| Jacques de Mondragon     | Rodrigo Piñán           |
| Aymon de Salvaing        | Martín de Tuesta        |